# بيت علي جعيم (لودر)

تعديل مصدري - تعديل

بيت علي جعيم هي إحدى قرى عزلة زارة بمديرية لودر التابعة لمحافظة أبين، بلغ تعداد سكانها 44 نسمة حسب تعداد اليمن لعام 2004.